# فالداستيلاس
بلدية فالداستيلاس (بالإسبانية: Valdastillas)‏، هي بلدية تقع في مقاطعة قصرش والتي تقع في منطقة إكستريمادورا، غرب إسبانيا.
يبلغ عدد سكانها 358 نسمة وفقاً لإحصائية سنة (2002).